# Шарангович Василь Фомич
Васи́лий Фоми́ч Шаранго́вич (біл. Васіль Фаміч Шаранговіч; 20 лютого (4 березня) 1897, село Кочани, Вілейський повіт, Віленська губернія, Російська імперія (нині Мядельський район, Мінська область, Білорусь) — розстріляний 15 березня 1938, місто Москва, РРФСР, СРСР) — білоруський радянський партійний діяч, 1-й секретар ЦК КП(б) Білорусі, організатор масових репресій населення Білорусі. Член ЦК КП(б) Білорусі (1925—1927, 1932—1934, 1937). Член Комісії партійного контролю при ЦК ВКП(б) у 1934—1937 роках.

## Біографія
Народився 20 лютого (4 березня) 1897 в родині білоруського селянина. З 1907 по 1911 рік навчався у Мядельській шестикласній школі Вілейського повіту. До травня 1911 року працював у сільському господарстві в селі Кочани Вілейського повіту.
З травня по жовтень 1911 року — вантажник баласту, підрядник на будівництві залізниці Новобілицька—Чернігів у місті Гомелі.
У жовтні 1911 — травні 1918 року — кочегар у поїзді, помічник машиніста залізничного депо станції Молодечно Лібаво-Роменської залізниці Віленської губернії.  
Член РСДРП(б) з грудня 1917 року.
У травні — серпні 1918 року — голова волосного комуністичного осередку і організатор партизанського загону в селі Кочанах Вілейського повіту.
З серпня по жовтень 1918 року перебував у в'язницях міст Вілейки і Лукішки Віленської губернії за революційну діяльність.
У жовтні 1918 — березні 1919 року — рядовий червоноармієць комуністичної роти при Вілейському повітовому революційному комітеті.
У березні — червні 1919 року — голова Мядельського волосного революційного комітету та волосного комуністичного осередку, уповноважений Вілейського повітового революційного комітету із організації радянської влади в Мядельській волості.
У червні — жовтні 1919 року — червоноармієць 145-го стрілецького полку 17-ї стрілецької дивізії РСЧА, учасник Громадянської війни.
У листопаді 1919 року направлений до Мінської губернії, де керував підпільною роботою групи партизанських загонів. У травні 1920 року заарештований польською владою та засуджений на 10 років каторги. З травня 1920 по вересень 1921 року перебував у в'язницях міст Познані та Груденська у Польщі. У жовтні 1921 року обміняний на польських полонених та виїхав до СРСР.
У жовтні 1921 — травні 1922 року — заступник начальника Білоруського управління із евакуації населення «Білевак» при Народному комісаріаті внутрішніх справ Білоруської СРР.
У травні 1922 — травні 1924 року — помічник прокурора Білоруської СРР, заступник народного комісара юстиції Білоруської СРР.
У травні 1924 — лютому 1926 року — завідувач організаційного відділу, відповідальний секретар Білоруської республіканської ради профспілок.
У лютому 1926 — травні 1927 року — завідувач організаційного відділу Сибірської крайової ради профспілок.
У травні 1927 — жовтні 1929 року — голова Сибірської крайової ради профспілок у місті Новосибірську.
У жовтні 1929 — серпні 1930 року — відповідальний секретар Іркутського окружного комітету ВКП(б).
У серпні — жовтні 1930 року — 2-й секретар Організаційного бюро ЦК ВКП(б) по Східно-Сибірському краю в місті Іркутську.
25 жовтня 1930 — 3 серпня 1934 року — 2-й секретар ЦК КП(б) Білорусі.
У лютому 1934 — березні 1936 року — уповноважений Комісії партійного контролю при ЦК ВКП(б) по Казакській АРСР.
У березні 1936 — березні 1937 року — уповноважений Комісії партійного контролю при ЦК ВКП(б) по Харківській області УРСР.
18 березня — 29 липня 1937 року — 1-й секретар ЦК КП(б) Білорусі та 1-й секретар Мінського міського комітету КП(б) Білорусі.
27 липня 1937 року заарештований під час Сталінського терору. Залучався як звинувачуваний до процесу у справі «Правотроцькістського антирадянського блоку». Засуджений 13 березня 1938 року Воєнною колегією Верховного суду СРСР. Розстріляний 15 березня 1938 року на полігоні «Комунарка» біля Москви.
19 грудня 1957 року реабілітований, 19 серпня 1958 року поновлено його членство в партії.

## Нагороди
- Орден Червоного Прапора — «за керівну партизанську роботу в підпіллі під час окупації Білорусі білополяками»
- Почесний червоноармієць 12-го Бігосовського прикордонного загону НКВС (19.03.—27.07.1937)

## Пам'ять
- У Мінську його іменем названо вулицю, що розташована у мікрорайоні Сухареве. На будівлі НВО «Центр» встановлено пам'ятну табличку.